# Home grown
『home grown』（ホーム　グロウン）は、松たか子の5枚目のオリジナル・アルバム。2003年2月9日発売。

## 概要
前作『a piece of life』以来、約2年ぶりとなるオリジナル・アルバム。
後に夫となるギタリスト、佐橋佳幸がプロデューサーとして初めて全面参加した。

## 収録曲
特記以外　編曲：佐橋佳幸
1. Clover 
  - 作詞：松本隆／作曲：松たか子
  - 14thシングル
2. 冬のトレモロ  
  - 作詞・作曲：橘やなぎ
  - フジテレビ系「奇跡体験!アンビリバボー」エンディング・テーマ
3. 明日にくちづけを 
  - 作詞・作曲：松たか子
  - 15thシングル
4. バニラアイス 
  - 作詞・作曲：川村結花
5. 愛が私に教えてくれたこと 
  - 作詞：松本隆／作曲：堀込泰行
6. 恋のわすれかた  
  - 作詞・作曲：松たか子
7. 真昼の月
  - 作詞・作曲：松たか子
8. 花のように 
  - 作詞：Sunplaza／作曲：吉田美智子
  - 13thシングル。作詞を担当したサンプラザ中野くん自身もセルフカバー・アルバム「3rd LOVE/The Best Ballads」 で取り上げている。
9. 日曜は何処へ行った?  
  - 作詞：松たか子／作曲：佐橋佳幸
  - 実姉の松本紀保、実兄の市川染五郎がゲストボーカルで参加している。
10. Interlude~home  
  - 作曲：佐橋佳幸
  - 佐橋のギターとDr.kyOnのアコーディオンによるInstrumental。
11. 白い坂道  
  - 作詞：松たか子／作曲：松たか子・佐橋佳幸
12. home 
  - 作詞：松たか子／作曲：佐橋佳幸
  - 16thシングル「ほんとの気持ち」に別アレンジで収録された。

## 演奏
- 松たか子
  - Vocal
  - Background Vocals (#1-6.8.11)
  - Handclaps (#4)
  - Piano (#6)
  - Harmony Vocals (#9)
  - Celesta, Finger Snaps (#11)
- 佐橋佳幸
  - Guitars (#1-8.10.11.12)
  - Mandolin (#1)
  - Glockenspiel (#2)
  - Synthesizer (#2.3.4.5)
  - Handclaps (#4)
  - Sampling (#8)
  - Toys, Percussions (#9)
  - Finger Snaps, Horn Arrangement (#11)
  - Programming (#3.8)
  - Background Vocals (#1-6.11)
- 石川鉄男
  - Programming (#1-5.7.8)
  - Sampling (#2.3.4.5.7.8)
- 柴田俊文
  - Synthesizers (#1.2.3.7)
  - Rhodes (#1.8)
  - B-3 Organ (#2.4.11)
  - Piano (#3.7)
  - Vox Organ (#3)
  - Wurlitzer (#6)
  - Organ (#8)
  - Toys, Percussions, Background Vocals, Handclaps (#9)
  - Finger Snaps (#11)
- 山木秀夫：Drums (#1)
- 有賀啓雄
  - Bass (#1.2.4.11)
  - Finger Snaps (#11)
- 三沢またろう
  - Percussion (#1.2.4.5.7)
  - Fills (#2)
  - Timpani (#3)
  - Congas, Finger Snaps (#11)
- Kyon
  - Accordion (#1.10)
  - Mandolin (#1)
  - Toys, Percussions, Background Vocals, Handclaps (#9)
- 金子飛鳥：Violin Solo (#1)
- 山本拓夫
  - Tenor Sax (#4.5.11)
  - Flutes (#5.8.11)
  - Clarinets, Bass Clarinet (#5)
  - Tenor Sax Solo (#6)
  - Soprano Sax Solo (#8)
  - Toys, Percussions, Background Vocals, Handclaps (#9)
  - Finger Snaps (#11)
  - Horn Arrangement (#5.11)
  - Woodwind Arrangement (#5)
- 西村浩二：Trumpet (#4)
- 吉田治：Alto Sax (#4)
- 大滝裕子：Background Vocals, Handclaps (#4)
- 斎藤有太：Rhodes & Synthesizers (#5)
- 鎌田清
  - Drums (#6.11)
  - Finger Snaps (#11)
- 荻原基文：Bass (#6)
- 大石真理恵
  - Glockenspiel (#6)
  - Percussions (#6.11)
  - Xylophone (#11)
- 朝川朋之：Harp (#6)
- 石橋雅一：English Horn (#6)
- 飛鳥ストリングス：Strings (#6)
- 松本紀保、市川染五郎：Harmony Vocals (#9)
- 内田紳一郎、大月秀幸、川上泰司、小西康久、駒田一、鈴木良一、中尾和彦、堀井香苗、馬渕英里何、有信裕子、大庭典子、齋藤麻由美、芳賀徳子、横道理恵、直井里美：Background Vocals & Handclaps (#9)
- 塩谷哲：Rhodes & Melodica Solo, Finger Snaps (#11)
- 菅坂雅彦：Flugel Horn (#11)
- 村田陽一：Trombone (#11)